# Rapazinho-estriado-de-rondônia
Rapazinho-estriado-de-rondónia ou 
barbudo-estriado-oriental (nome científico: Nystalus striolatus) é uma espécie de ave piciforme da família Bucconidae. Foi considerado co-específico com o rapazinho-estriado-do-oeste (Nystalus obamai). A ave pode ser encontrada na região Amazônica no Brasil e na Bolívia.
O rapazinho-estriado-do-leste (Nystalus torridus), era anteriormente considerado uma subespécie desta espécie.

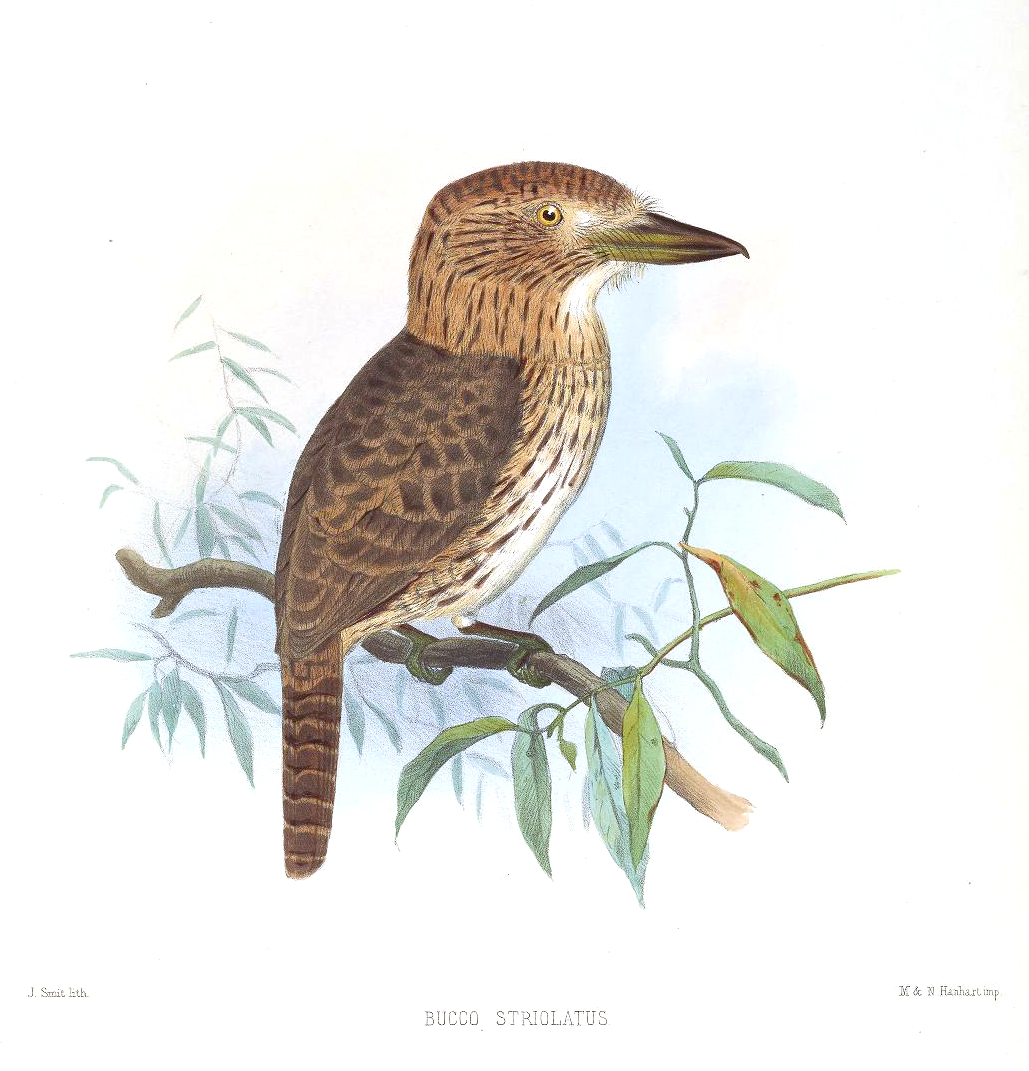